# Qianjiang (Hubei)
Qianjiang (潜江市S, TiānménP) è una città-contea e sub-prefettura della Cina, situata nella provincia di Hubei.